# Liste der Bodendenkmäler in Bischofsgrün
Auf dieser Seite sind die Bodendenkmäler in der oberfränkischen Gemeinde Bischofsgrün zusammengestellt. Diese Tabelle ist eine Teilliste der Liste der Bodendenkmäler in Bayern. Grundlage ist die Bayerische Denkmalliste, die auf Basis des Bayerischen Denkmalschutzgesetzes vom 1. Oktober 1973 erstmals erstellt wurde und seither durch das Bayerische Landesamt für Denkmalpflege geführt wird. Die folgenden Angaben ersetzen nicht die rechtsverbindliche Auskunft der Denkmalschutzbehörde.

## Bodendenkmäler der Gemeinde Bischofsgrün

### Bodendenkmäler in der Gemarkung Bischofsgrün
| Lage                                  | Objekt | Akten-Nr.     | Bild           |
| ------------------------------------- | --- | ------------- | -------------- |
| Bischofsgrün Hauptstraße 7 (Standort) | Archäologische Befunde im Bereich der Vorgängeranlagen der 1889–91 errichteten evangelisch-lutherischen Pfarrkirche St. Matthäus von Bischofsgrün. | D-4-5936-0030 | weitere Bilder |